# Les Étangs

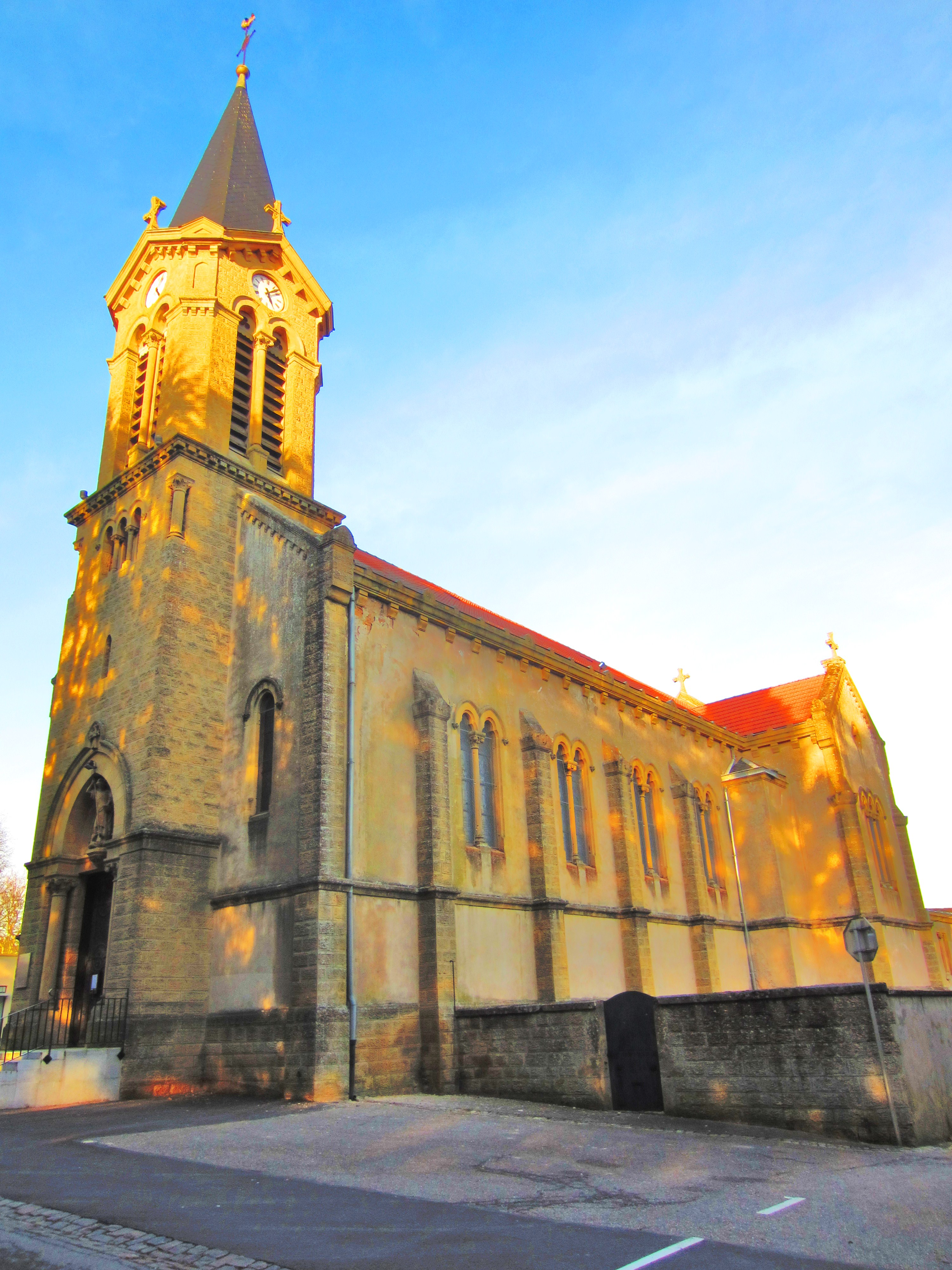
Kirche St. Jean-Baptiste

Les Étangs (deutsch Tennschen) ist eine französische Gemeinde mit 412 Einwohnern (Stand 1. Januar 2022) im Département Moselle in der Region Grand Est (bis 2015 Lothringen). Sie gehört zum Arrondissement Metz.

## Geographie
Die Gemeinde Les Étangs liegt in Lothringen, etwa 14 Kilometer östlich von Metz an der Französischen Nied auf einer Höhe zwischen 207 und 304 m über dem Meeresspiegel. Das Gemeindegebiet umfasst 6,07 km².

## Geschichte
Die Ortschaft liegt in der Nähe einer Römerstraße und gehörte früher zum Herzogtum Lothringen. In Urkunden kommt der Ortsname unter anderem vor als Lez Estanz (1404), le chastel dez Estant (1490) und Tenchen, alias Lestanche ou les Estanges, chasteau (1594). Der Ortsname hat sich aus dem lateinischen Wort stagnum für Teich entwickelt.
Die Fundamente des Schlosses, das früher von Wassergräben umgeben war,  gehen bis auf das Jahr 1401 zurück. Es war anschließend wiederholt Ziel von Plünderungen und wurde 1490 sowie 1552 niedergebrannt. Im 15. Jahrhundert kam Tennschen aus dem Besitz der Familie Desch an die Familie Baudoche, am Ende des 16. Jahrhunderts kam das Gut von den Baudoche an die Raigecourt, zu Ende des 17. Jahrhunderts an die Familie Blair, im 19. Jahrhundert durch testamentarische Schenkung Isidors de Blair an die Familie de Prautois. Die Familie
Blair de Balthayock, die das Gut  von 1679 bis 1858  besaß, war 1674 aus Schottland eingewandert.
Durch den Frankfurter Frieden vom 10. Mai 1871 kam die Region an das deutsche Reichsland Elsaß-Lothringen, und das Dorf wurde dem Landkreis Metz im Bezirk Lothringen zugeordnet. Die Dorfbewohner betrieben Getreide-, Obst-, Gemüse- und Weinbau. Am Ort gab es drei Mühlen, eine Bierbrauerei, drei Ziegeleien und einen Kalkofen.
Nach dem Ersten Weltkrieg musste die Region aufgrund der Bestimmungen des Versailler Vertrags 1919 an Frankreich abgetreten werden und wurde Teil des Département Moselle.
Im Zweiten Weltkrieg war die Region von der deutschen Wehrmacht besetzt und trug von 1940 bis 1944 den erfundenen Namen Teckenhof.

## Siehe auch

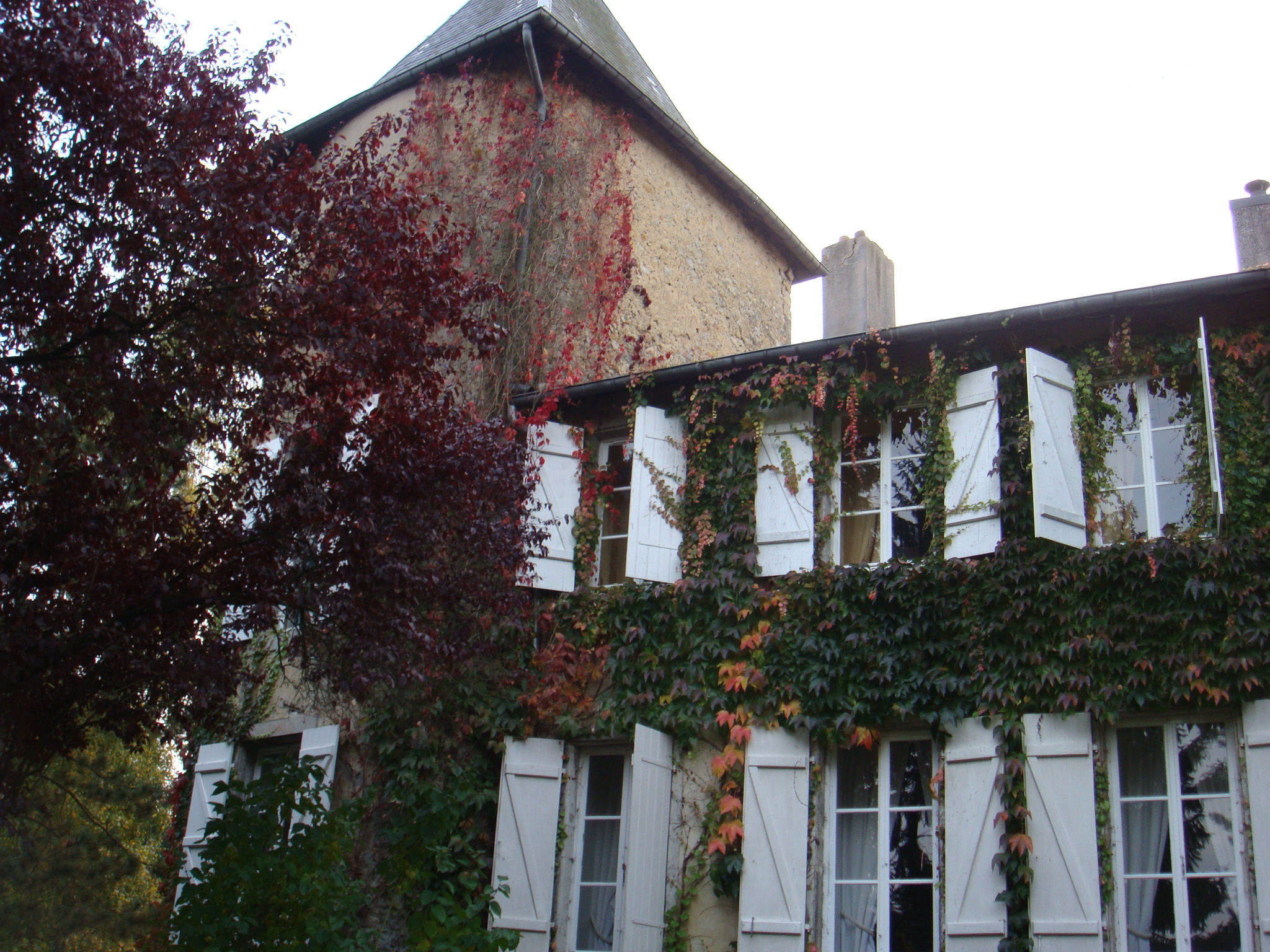
Überreste des Schlosses

### Bevölkerungsentwicklung
| Jahr      | 1962 | 1968 | 1975 | 1982 | 1990 | 1999 | 2007 | 2019 |
| Einwohner | 243  | 274  | 270  | 296  | 277  | 301  | 407  | 399  |